# Dubbelmordet i Linköping
Dubbelmordet i Linköping  var ett knivdåd som begicks i Linköping år 2004 med två dödsoffer. Trots att polisen säkrat DNA från mördaren förblev fallet länge ouppklarat. Tack vare DNA-släktforskning kunde gärningsmannen år 2020 till slut identifieras, sexton år efter dådet. Det var första gången ett svenskt mord löstes med denna metod.
Brottsutredningen, som leddes av poliskommissarie Jan Staaf, är den näst största i Sveriges brottshistoria, efter utredningen av mordet på Olof Palme.

## Dådet
Dubbelmordet inträffade strax efter 07.50 vid Kanberget i centrala Linköping tisdagen den 19 oktober 2004, varvid två personer, en 8-årig pojke och en 56-årig kvinna, höggs ihjäl av den då 21-årige Daniel Nyqvist med en balisongkniv. Kvinnan bevittnade mordet på 8-åringen innan hon själv angreps och levde länge nog för att berätta att gärningsmannen var en ung man. Trots intensivt polisarbete kunde han dock vid tillfället inte identifieras.

## Spaningsarbete
Polisen kunde säkra mordvapnet och en mössa, och därigenom gärningsmannens DNA. Utifrån detta konstaterade man att denne var från Nordeuropa, hade mellanblont hår samt rökte eller snusade vid tillfället. Polisen ansåg vidare att den misstänkte var i tjugoårsåldern vid tiden för händelsen och sannolikt psykiskt störd.
Alternativa teorier om att gärningen varit planerad, i huvudsak riktad mot den 8-årige pojken, framfördes av Leif GW Persson, Hasse Aro samt den tidigare kommissarien Per-Åke Åkesson. Gärningen skulle då inte nödvändigtvis ha utförts av en psykiskt störd gärningsman.[källa behövs]
År 2010 publicerades en fantombild på en eftersökt "oidentifierad yngre man", men utan resultat. Fallet togs upp i SVT:s kriminalprogram Veckans brott som sändes på årsdagen av de begångna morden, den 19 oktober 2010.
År 2018 släppte polisen en andra fantombild, denna gång skapad i Nederländerna baserat på tolkning av mannens dna, en teknik som då testades i Sverige för första gången. Bilden ledde till att runt 150 nya tips kom in till polisen.

### Gärningsmannen identifieras
Den 9 juni 2020, 16 år efter dubbelmordet, greps den då 37-årige Daniel Nyqvist baserat på träffar i en kommersiell databas för DNA-släktforskning. Till sin hjälp hade polisen haft den professionelle genealogen Peter Sjölund. En träff i databasen familytreedna.com på en amerikansk svenskättling, kombinerat med släktforskning tillbaka till kring år 1800, gav resultat.
Man hade tur då DNA-släktforskningsfasen av utredningen pågått en tid. En kvinna hade fått veta att Peter Sjölund gärna såg att fler personer med ursprung från Östergötland skickade in sitt DNA till en DNA-släktforskningsdatabas, eftersom det skulle kunna hjälpa till i utredningen. Kvinnan gjorde så och det visade sig att hon hade ganska mycket DNA gemensamt med den eftersökte gärningsmannen, vilket förenklade lösandet av fallet. Gärningsmannen var hennes kusinbarn, ett släktskap som i genomsnitt innebär att man delar 6,25 % av sitt DNA.
Inledningsvis togs även Nyqvists bror till förhör. Ett DNA-test på Daniel Nyqvist gjordes och visade på 100 % likhet med spåren från brottsplatsen. Nyqvist erkände morden på båda offren senare samma dag.
Redan i januari 2020 hade det inkommit ett tips till polisen angående Daniel Nyqvist och dennes knivintresse. Han hade då kallats till topsning och förhör, men han dök inte upp.

## Rättegång
1 oktober 2020 dömdes Nyqvist i Linköpings tingsrätt till rättspsykiatrisk vård med särskild utskrivningsprövning för de två morden. Morden var oprovocerade och Nyqvist led vid tillfället av en allvarlig psykisk störning med tvångstankar som ledde honom till att mörda. Nyqvist dömdes även till att betala skadestånd till den mördade 8-åringens familj om totalt 350 000 kronor. Han fick även betala skadestånd till staten på drygt 1,4 miljoner kronor. 56-åringens familj begärde inte något skadestånd under rättegången.
Strax efter rättegången meddelade Nyqvist genom sin advokat Johan Ritzer att han inte avsåg att överklaga domen.

## Eftermäle
Dubbelmordet blev ett pilotfall inom svensk polis för användning av data från kommersiell DNA-släktforskning, vilket aldrig tidigare använts i Sverige för att lösa ett brottsfall. Integritetsskyddsmyndigheten kom senare fram till att arbetssättet inte hade stöd i svensk lag. En lagändring genomfördes, och från 1 juli 2025 kan polisen under vissa förutsättningar använda metoden vid utredning av mord, grov våldtäkt och våldtäkt mot barn.

## I media
Hösten 2020 släpptes två avsnitt av en dokumentär om tekniken bakom mordets lösning: DNA-detektiven: Dubbelmordet i Linköping på C More.
2021 publicerade Peter Sjölund tillsammans med reportern Anna Bodin boken Genombrottet, där han beskriver sitt arbete med att finna gärningspersonen med hjälp av traditionell släktforskning med DNA-stöd. Sjölund medverkade även i Sommar i P1 samma år. 
En Netflix-serie, Genombrottet, baserad på boken släpptes i januari 2025.